# Callulops
Callulops – rodzaj płazów bezogonowych z podrodziny Asterophryinae w rodzinie wąskopyskowatych (Microhylidae).

## Zasięg występowania
Rodzaj obejmuje gatunki występujące w regionie Nowej Gwinei, od Wysp Talaud i Moluków po najbardziej wysunięte na wschód wyspy archipelagu Luizjad; również na Celebesie.

## Systematyka

### Etymologia
- Callulops: rodzaj Callula[a] Günther, 1864; gr. ωψ ōps, ωπος ōpos „wygląd, oblicze”[6].
- Gnathophryne: gr. γναθος gnathos „żuchwa”[7]; φρυνη phrunē, φρυνης phrunēs „ropucha”[8]. Gatunek typowy: Mantophryne robusta Boulenger, 1989.
- Pomatops: gr. πωμα pōma, πωματος pōmatos „pokrywa, wieko”[9]; ωψ ōps, ωπος ōpos „oczy”[6]. Gatunek typowy: Pomatops valvifera Barbour, 1910.

### Podział systematyczny
Do rodzaju należą następujące gatunki:

- Callulops argus Kraus, 2019
- Callulops biakensis Günther, Stelbrink & von Rintelen, 2012
- Callulops bicolor Kraus, 2019
- Callulops boettgeri (Méhely, 1901)
- Callulops comptus (Zweifel, 1972)
- Callulops doriae Boulenger, 1888
- Callulops dubius (Boettger, 1895)
- Callulops eremnosphax Kraus & Allison, 2009
- Callulops fojaensis Oliver, Richards & Tjaturadi, 2012
- Callulops fuscus (Peters, 1867)
- Callulops glandulosus (Zweifel, 1972)
- Callulops humicola (Zweifel, 1972)
- Callulops kampeni (Boulenger, 1914)
- Callulops kopsteini (Mertens, 1930)
- Callulops marmoratus Kraus & Allison, 2003
- Callulops mediodiscus Oliver, Richards & Tjaturadi, 2012
- Callulops microtis (Werner, 1901)
- Callulops neuhaussi (Vogt, 1911)
- Callulops omnistriatus Kraus & Allison, 2009
- Callulops personatus (Zweifel, 1972)
- Callulops robustus (Boulenger, 1898)
- Callulops sagittatus Richards, Burton, Cunningham & Dennis, 1995
- Callulops stellatus Kraus, 2019
- Callulops stictogaster (Zweifel, 1972)
- Callulops taxispilotus Kraus, 2019
- Callulops valvifer (Barbour, 1910)
- Callulops wilhelmanus (Loveridge, 1948)
- Callulops wondiwoiensis Günther, Stelbrink & von Rintelen, 2012
- Callulops yapenensis Günther, Stelbrink & von Rintelen, 2012